# 骨幹
骨幹（こっかん、こつかん。英語：Diaphysis、発音；[daɪˈæfɪsɪs]）とは、長骨の中間部の細長い部分の事である。表層の皮質骨（緻密質）と内側の骨髄と黄色骨髄（年齢と共に赤色骨髄が脂肪組織によって置き換わる）からなる。
骨幹と骨端の境界には骨端軟骨と呼ばれる部位があり、そこで骨が成長するように作られる。

## 画像

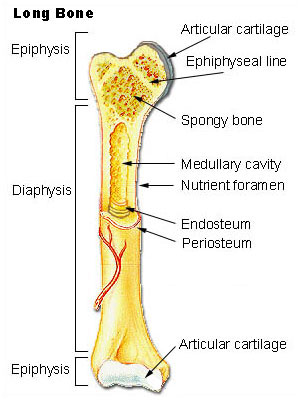
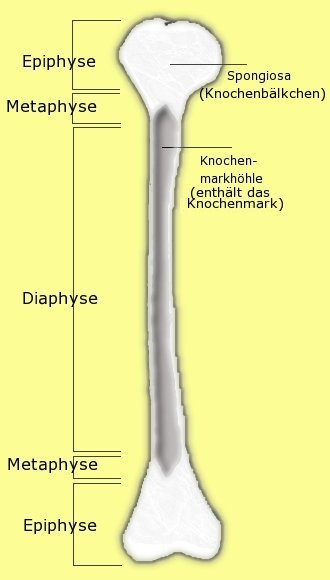
長骨